# Blabomma sylvicola
Blabomma sylvicola är en spindelart som först beskrevs av Chamberlin och Ivie 1937.  Blabomma sylvicola ingår i släktet Blabomma och familjen kardarspindlar. Inga underarter finns listade.